# Cicindela lusitanica lusitanica
Cicindela lusitanica lusitanica é uma subespécie de insetos coleópteros pertencente à família Carabidae.
A autoridade científica da subespécie é Mandl, tendo sido descrita no ano de 1935.
Trata-se de uma subespécie presente no território português.